# Còdex Beratinus
El Còdex Purpureus Beratinus designat per Φ o 043 (en la numeració Gregory-6Aland), ε 17 (von Soden), és un llibre evangèlic manuscrit il·luminat uncial escrit en grec. Datat paleogràficament al segle vi, el manuscrit està escrit en mà uncial sobre vitel·la porpra amb tinta platejada. El còdex es conserva a l'Arxiu Nacional Albanès (núm. 1) a Tirana, Albània. Antigament era posseït per l'església de Sant Jordi a la ciutat de Berat, Albània, d'aquí l'apel·lació 'Beratinus'.

## Descripció
El Còdex Beratinus conté només l'Evangeli segons Mateu i l'Evangeli segons Marc, amb diverses llacunes considerables (Mateu 1:1-6:3, 7:26-8:7, 18:23-19:3 i Marc 14:62-). final). El còdex conté 190 fulles de pergamí existents que mesuren 31,4 × 26,8 cm, o aproximadament la mateixa mida que les del Còdex Alexandrinus, i tenen dues columnes per pàgina, però les lletres són molt més grans. Està escrit amb 17 línies per pàgina, 8-12 lletres per línia, en lletres molt regulars, amb tinta platejada. El títol i la primera línia de Marc estan escrits en or. L'escriptura és contínua en línies completes sense stichometria. Les cites de l'Antic Testament estan marcades amb una coma (<).
El text es divideix segons la κεφαλαια (capítols) i segons les seccions amoníaques (menys que κεφαλαια). Al marge esquerre s'insereixen els números de la κεφαλαια i a sobre de les pàgines s'insereix el τιτλοι (títols) de la κεφαλαια . Els números de les seccions amoníaques es donen al marge esquerre, i una referència als cànons d'Eusebian es va afegir posteriorment al segle VIII. Una nota del manuscrit afirma que la pèrdua dels altres dos evangelis es deu als francs de Champagne, és a dir, alguns dels croats, que potser l'haurien vist a Patmos, on es creia que antigament hi havia estat. 

## Text
El text grec del còdex és generalment del tipus de text majoritari, però conté la llarga addició occidental després de Mateu 20:28, que també apareix al Còdex Bezae: Aland va donar-hi el següent perfil textual: 131 1, 83. 1/2, 11 2, 18 s.
| « | Però busqueu augmentar d'allò que és petit i esdevenir menys d'allò que és més gran. Quan entreu a una casa i us crideu a dinar, no us asseieu als llocs destacats, no sigui que entri després un home més honorable que vosaltres, i vingui el qui us va convidar i us digui: «Baixa més avall»; i seràs avergonyit. Però si us asseieu al lloc inferior, i hi entra un de inferior, el qui us ha convidat et dirà: Puja més amunt; i això us serà avantatjós. | » |

A Mateu 21:9, es produeix la següent interpolació, compartint afinitat només amb syr cur :
| « | I molts van sortir a trobar-lo; tots els que el veien al voltant estaven contents i glorificaven Déu. | » |

A Mateu 27:9, a l'expressió επληρωθη το ρηθεν δια Ιερεμιου του προφητου (complert el que va dir el profeta Jeremies) la paraula Ιερεμιου (Jeremies, com s'omet, en Minus a sy3 , b) s'omet a Mateu 27:9 . r p, i el policia bo.
A Mateu 27:16 hi ha lectura addicional ος δια φονον και στασιν ην βεβλημενοις εις φυλακην (que per assassinat i insurrecció havia estat llançat a la presó).
A Mateu 27:35, inclou ἵνα πληρώθη τὸ ῤηθὲν διὰ τοῦ προφήτου, Διεμερίσαντο τὰ ἱμάτο τὰ ἱμάτο τὰ ἱμάτο τὰ ἱμάτια πυκ἖ ὲν διὰ τοῦ προφήτου ὶ τὸν ἱματισμὸν μου ἔβαλον κλῆρον juntament amb 0250, 037, 038, 1424, 1582, 124, 348, 788, 1279, 1279, i 517.
Segons BH Streeter, el Codex Beratinus és un testimoni terciari del text de la cesària. S'agrupa amb N, O, Σ i Uncial 080 per constituir els Uncials Porpra. Aland va classificar els quatre primers en la Categoria V, i és segur que són més majoritaris que qualsevol altra cosa. Aland no va classificar Uncial 080.

## Història
Antigament es creia que havia estat a Patmos. Segons Xhevat Lloshi provenia de Ballsh. Es va celebrar a Berat, Albània des de 1356. El text del còdex va ser publicat per Pierre Batiffol el 1887. Durant la Segona Guerra Mundial, Hitler se'n va assabentar i el va buscar. Diversos monjos i sacerdots van arriscar la vida per amagar el manuscrit. Des de 1971, es conserva als Arxius Nacionals d'Albània a Tirana.
Oscar von Gebhardt el va designar amb siglum Φ, que s'utilitza sovint en edicions crítiques.

## Importància com a Patrimoni Cultural
El Codex Purpureus Beratinus va ser inscrit al Registre de la Memòria del Món de la UNESCO l'any 2005 en reconeixement de la seva importància històrica. Els dos còdexs Beratinus conservats a Albània són molt importants per a la comunitat global i el desenvolupament de la literatura bíblica, litúrgica i hagiogràfica antiga i formen part dels " set còdexs porpra ", que es van escriure al llarg d'un període de 13 segles, és a dir, a partir del sisè fins al segle XVIII. Els altres cinc "còdexs morats" es troben a Itàlia (dos), França (un), Anglaterra (un) i Grècia (un).